# رؤیا (ترانه سوزی و بک‌هیون)
«رؤیا» (به انگلیسی: Dream) ترانه‌ای است که توسط خوانندگان کره جنوبی سوزی از گروه میس‌ای و بکهیون از گروه اکسو ضبط شده‌است که در ۷ ژانویه به‌صورت دیجیتالی و در ۱۴ ژانویه ۲۰۱۶ توسط «کمپانی میستیک» به صورت فیزیکی منتشر شد. این آهنگ با فروش بیش از ۱٫۳ میلیون نسخه، تحسین‌های متعددی را در مراسم‌های جوایز موسیقی کره جنوبی در سال ۲۰۱۶ دریافت کرد.

## پیش زمینه و انتشار
در تاریخ ۳۱ دسامبر ۲۰۱۵، سوزی و بکهیون اعلام کردند که در یک دوئت با عنوان «رؤیا» همکاری می‌کنند، که با سبک آراندبی با صدای جاز و نئو سول می‌باشد. همچنین متن ترانه عاشق شدن یک زوج را توصیف می‌کند. برای این ترانه دو تیزر ویدیوی منتشر شده، اولین تیزر با حضور سوزی و تیزر دوم با حضور بکهیون، به ترتیب در ۴ و ۵ ژانویه منتشر شد. این ترانه در ۷ ژانویه بصورت دیجیتال با موزیک ویدئویی منتشر شد. نسخه‌های فیزیکی آن نیز در ۱۴ ژانویه منتشر شد.
مدتی پس از انتشار ترانه «رؤیا»، پارک گئون تائه، یکی از آهنگسازان این ترانه، فاش کرد که او دو سال است که روی این ترانه کار می‌کند و یک سال طول کشید تا هر دو خواننده در تولید آن شرکت کنند. او در سال ۲۰۱۳ پس از گوش دادن به موسیقی متن «فراموشم نکن|Don't Forget Me» که برای سریال تلویزیونی کتاب خانواده گو از شبکه ام‌بی‌سی بود نظرش به سوزی جلب شد و بعداً تصمیم گرفت که بکهیون را به عنوان شریک دوئت سوزی انتخاب کند.

## موزیک ویدیو
در بیشتر بخش‌های موزیک ویدیو «رؤیا»، سوزی و بکهیون درحالی که بر روی یک چهارپایه در مرکز یک اتاق سبک قدیمی که توسط یک گروه موسیقی جاز متشکل از چهار مرد در حال نواختن با گیتار الکتریکی، کنترباس، پیانو و درام احاطه شده‌بودند، درحال اجرای ترانه و تعامل با یکدیگر دیده می‌شوند. همچنین صحنه‌های کوتاهی وجود دارد که احتمالاً در حال آماده شدن برای قرار ملاقات هستند. سوزی جلوی آینه کنار میز آرایش نشسته‌است و بکهیون در حال پوشیدن کت می‌باشد. در پایان موزیک ویدیو، سوزی و بکهیون از جای خود بلند می‌شوند و باهم های‌فایو و فیست بومپ انجام می‌دهند.

## اجراهای زنده
- سوزی و بکهیون برای اولین بار این ترانه را با هم در ۲ دسامبر ۲۰۱۶ در هجدهمین دوره جوایز موسیقی ماما اجرا کردند.[۵]
- در ۱۳ ژانویه ۲۰۱۷، آنها دوباره ترانه را در سی و یکمین دوره جوایز دیسک طلایی اجرا کردند.

## دریافت‌ها
«رؤیا» اولین بار در نمودار دیجیتال هفتگی گائون کره جنوبی ظاهر شد و برای سه هفته متوالی در این موقعیت باقی ماند. نسخه فیزیکی نیز با همان موقعیت در نمودار آلبوم هفتگی گائون آغاز به کار کرد. این ترانه در مجموع پنج بار در برنامه‌های تلویزیونی موسیقی، از جمله بانک موسیقی و اینکیگائو مقام اول را به دست آورد. همچنین «رؤیا» جایزه بهترین همکاری در هجدهمین دوره جوایز موسیقی ماما، بهترین آهنگ آراندبی در هشتمین دوره جوایز موسیقی ملون و جایزه آهنگ دیجیتال بونسانگ در سی و یکمین دوره جوایز دیسک طلایی دریافت کرد.

## لیست ترک
| شماره      | نام                      | سراینده    | آهنگساز                    | مدت  |
| ---------- | ------------------------ | ---------- | -------------------------- | ---- |
| ۱.         | «رؤیا»                   | کیم آنا    | پارک گئون تائه جین سوک چوی | ۳:۴۲ |
| ۲.         | «رؤیا» (ورژن کلوب زنده.) | کیم آنا    | پارک گئون تائه جین سوک چوی | ۳:۳۳ |
| مجموع مدت: | مجموع مدت:               | مجموع مدت: | مجموع مدت:                 | ۷:۱۵ |

## اعتبارات و پرسنل
| - سوزی – وکال - بکهیون – وکال - پارک گئون تائه – ترانه‌نویس - جین سوک چوی – ترانه‌نویس - کیم آنا – ترانه‌نویس - چوی این سونگ – بایس | - پارک ایون اوه – گروه کُر - لی سونگ وو – گروه کُر - هونگ سوجین – پیانو - جونگ جائه وون – ضبط و گیتار الکترونیک - جو جون سوک – میکس - چوی هیو یونگ – رهبر |

اعتبارات از یادداشت‌های آلبوم آستر اقتباس شده‌است.

## نمودارها
| نمودار(۲۰۱۶)                                 | اوج نمودارها |
| -------------------------------------------- | ------------ |
| تک آهنگ‌های کره جنوبی (گائون)                 | ۱            |
| آلبوم‌های کره جنوبی (گائون)                   | ۱            |
| آهنگ‌های دیجیتال جهانی ایالات متحده (بیلبورد) | ۲            |

| نمودار(۲۰۱۶)                 | اوج نمودارها |
| ---------------------------- | ------------ |
| تک آهنگهای کره جنوبی (گائون) | ۱            |
| آلبوم‌های کره جنوبی (گائون)   | ۴            |

| نمودار(۲۰۱۶)                 | اوج نمودارها |
| ---------------------------- | ------------ |
| تک آهنگهای کره جنوبی (گائون) | ۲۰           |
| آلبوم‌های کره جنوبی (گائون)   | ۷۷           |

## فروش و گواهینامه‌ها
| نمودار             | تعداد     |
| ------------------ | --------- |
| فروش ديجيتال گائون | ۱٬۳۶۰٬۲۶۷ |
| فروش آلبوم گائون   | ۳۶٬۹۰۰    |

## جوایز و نامزدی‌ها
| سال  | جایزه                            | دسته‌بندی                  | نتایج    |
| ---- | -------------------------------- | ------------------------- | -------- |
| ۲۰۱۶ | هشتمین دوره جوایز موسیقی ملون    | بهترین آهنگ آراندبی/سول   | برنده    |
| ۲۰۱۶ | هشتمین دوره جوایز موسیقی ملون    | جایزه آهنگ سال            | نامزدشده |
| ۲۰۱۶ | هجدهمین دوره جوایز موسیقی ماما   | بهترین همکاری             | برنده    |
| ۲۰۱۶ | هجدهمین دوره جوایز موسیقی ماما   | هتل ترکیبی – آهنگ سال     | نامزدشده |
| ۲۰۱۷ | سی و یکمین دوره جوایز دیسک طلایی | آهنگ دیجیتال بونسانگ      | برنده    |
| ۲۰۱۷ | سی و یکمین دوره جوایز دیسک طلایی | جایزه محبوبیت انتخاب آسیا | نامزدشده |
| ۲۰۱۷ | جوایز موسیقی چارت گائون          | جایزه آهنگ سال -ژانویه    | نامزدشده |

| برنامه               | تاریخ          |
| -------------------- | -------------- |
| بانک موسیقی (کی‌بی‌اس) | ۱۵ ژانویه ۲۰۱۶ |
| بانک موسیقی (کی‌بی‌اس) | ۲۲ ژانویه ۲۰۱۶ |
| اینکیگائو (اس‌بی‌اس)   | ۱۷ ژانویه ۲۰۱۶ |
| اینکیگائو (اس‌بی‌اس)   | ۲۴ ژانویه ۲۰۱۶ |
| اینکیگائو (اس‌بی‌اس)   | ۳۱ ژانویه ۲۰۱۶ |

## تاریخ انتشار
| منطقه    | تاریخ          | فرمت           | کمپانی                                        |
| -------- | -------------- | -------------- | --------------------------------------------- |
| مختلف    | ۷ ژانویه ۲۰۱۶  | دانلود دیجیتال | جی‌وای‌پی، اس.ام.، میستیک، چونگانگ آی‌سی‌اس، لئون |
| کره‌جنوبی | ۱۴ ژانویه ۲۰۱۶ | سی‌دی           | جی‌وای‌پی، اس.ام.، میستیک، چونگانگ آی‌سی‌اس، لئون |